# Vaterpolo na Mediteranskim igrama 1959.
Vaterpolski turnir na MI 1959. održavao se u Beirutu u Libanon.

## Konačni poredak
| Mj. | Država                       |
| --- | ---------------------------- |
| 1.  | Jugoslavija                  |
| 2.  | Italija                      |
| 3.  | Ujedinjena Arapska Republika |
| 4.  | Libanon                      |

| Pobjednici              |
| ----------------------- |
| Jugoslavija Prvi naslov |